# غابرييل تاماس
غابرييل تاماس (بالرومانية: Gabriel Tamaș)‏ هو لاعب كرة قدم روماني لعب في نادي ستيوا بوخارست.

## وصلات خارجية
- غابرييل تاماس على موقع الاتحاد الدولي (مؤرشف)  (الإنجليزية)
- غابرييل تاماس على موقع الاتحاد الأوربي (الإنجليزية)
- غابرييل تاماس على موقع اتحاد تركيا (لاعب) (الإنجليزية)
- غابرييل تاماس على موقع قاعدة بيانات كرة القدم.إي يو (الإنجليزية)
- غابرييل تاماس على موقع ليكيب (الفرنسية)
- غابرييل تاماس على موقع ناشيونال فوتبول تيمز (الإنجليزية)
- غابرييل تاماس على موقع Soccerbase.com (لاعب) (الإنجليزية)
- غابرييل تاماس على موقع Soccerway.com (الإنجليزية)
- غابرييل تاماس على موقع عالم كرة القدم.نت (الإنجليزية)
- غابرييل تاماس على موقع AS.com (الإسبانية)

- معلومات عن اللاعب